# WASP-60
WASP-60は、ペガスス座の恒星で12等星。太陽系外惑星が発見されている。

## 概要
G1のスペクトルを持つ橙色の主系列星で、ガイア計画で観測された年周視差によると地球から約1,420光年の位置にある。半径、質量とも太陽よりやや大きい。
2011年、太陽系外惑星探索コンソーシアム「WASP（Wide Angle Search for Planets）」のチームが2004年から2011年にかけて行ったトランジット法による探査で太陽系外惑星WASP-60bが発見された。この惑星は、半径が木星の約86 %、質量が51 %で、主星からわずか0.05天文単位 (au) の軌道を約4.3日の周期で公転している。
| 名称 （恒星に近い順） | 質量             | 軌道長半径 （天文単位） | 公転周期 (日)         | 軌道離心率 | 軌道傾斜角  | 半径           |
| --------------------- | ---------------- | ----------------------- | --------------------- | ---------- | ----------- | -------------- |
| b (Vlasina)           | 0.514 ± 0.034 MJ | 0.0531 ± 0.0006         | 4.3050011 ± 0.0000062 | —          | 87.9 ± 1.6° | 0.86 ± 0.12 RJ |

## 名称
2019年、世界中の全ての国または地域に1つの系外惑星系を命名する機会を提供する「IAU100 Name ExoWorldsプロジェクト」において、WASP-60 と WASP-60b はセルビア共和国に割り当てられる系外惑星系となった。このプロジェクトは、「国際天文学連合100周年事業」の一環として計画されたイベントの1つで、セルビア国内での選考、国際天文学連合 (IAU) への提案を経て、太陽系外惑星とその母星に固有名が承認されるものであった。2019年12月17日、IAUから最終結果が公表され、WASP-60はMorava、WASP-60bはVlasinaと命名された。Moravaは、セルビア国内で最も長い距離を流れるモラヴァ川水系。Vlasinaは、モラヴァ川の一支流、南モラヴァ川の重要な支流ヴラシナ川である。